# Domus de Maria
Domus de Maria (en sard, Domus de Maria) és un municipi italià, dins de la província de Sardenya del Sud. L'any 2007 tenia 1.545 habitants. Es troba a la regió de Sulcis-Iglesiente. Limita amb els municipis de Pula, Santadi, Teulada.

## Administració
| Període | Identitat        | Partit        |
| ------- | ---------------- | ------------- |
| 2006-   | Pierluigi Cabras | Llista cívica |